# Josh Byrne
Josh Byrne (* 15. Februar 1984 in Los Angeles, Kalifornien) ist ein US-amerikanischer Filmschauspieler.
Nach zwei Auftritten als Gastdarsteller in der Sitcom Wer ist hier der Boss? verkörperte Byrne ab 1991 Brendan Lambert in Eine starke Familie.
Für seine Arbeit an dieser Serie wurde er 1993 und 1994 mit dem Young Artist Award nominiert.
Heute lebt er zusammen mit seinen Eltern Diana und Ron in Los Angeles.